# شوكة حرقفية أمامية علوية
الشوكة الحرقفية الأمامية العلوية (باللاتينية: Anterior superior iliac spine) هو بروز عظمي لعظم الحرقفة وهو مَعلَم (بالإنجليزية: landmark)‏ هام للتشريح السطحي.

## معرض صور

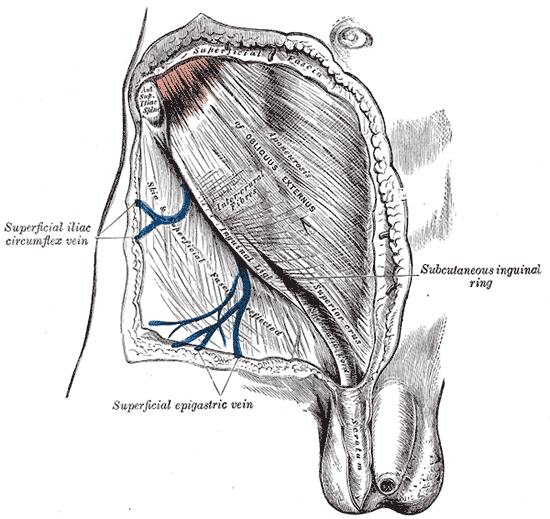
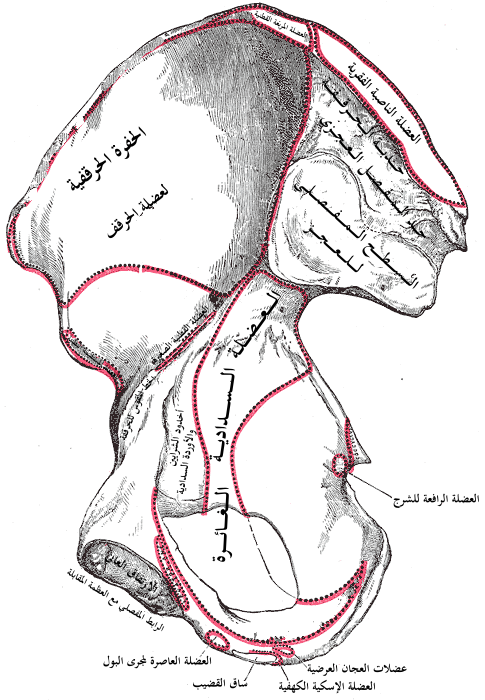
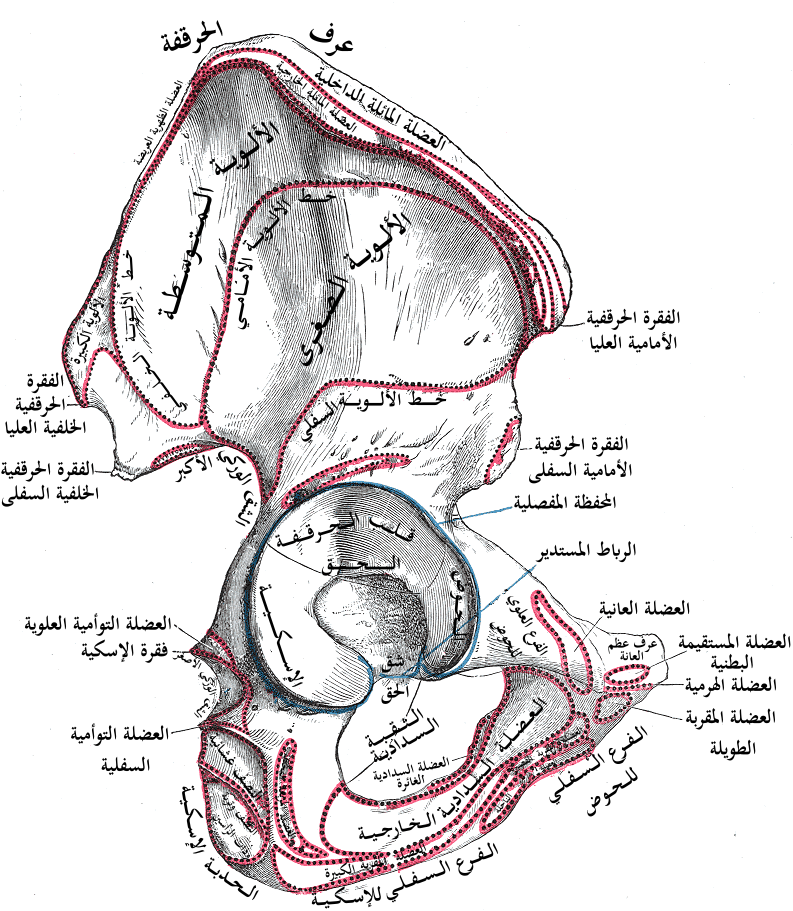
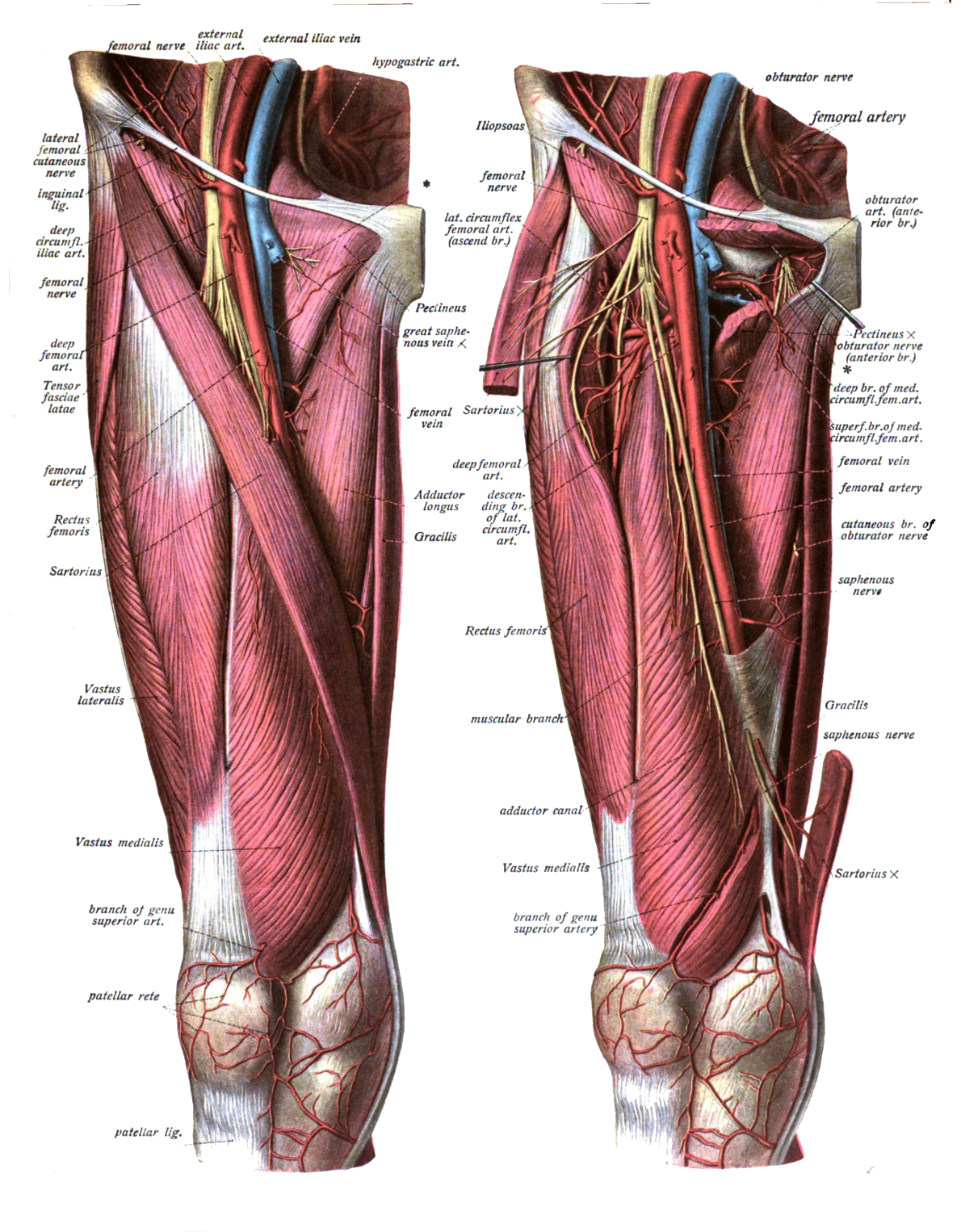